# Переславская волость
Переславская волость — административно-территориальная единица Переславского уезда Владимирской губернии. Волостной центр — город Переславль-Залесский. Ныне территория города Переславль-Залесский и Переславского района Ярославской области России.

## География
Волость занимает берега Переславского озера (кроме западного), и идёт по направлению Московско-Ярославского шоссе и грунтового Юрьевского тракта. Кроме Переславского озера имеется зарастающее Ивановское, из рек — Трубеж с притоками и Малая Нерль с Мосей и Нилкой.
Площадь волости 363,5 кв. вёрст [414 кв. км]:42.
Основной центр — город Переславль, с пригородных слобод и окрестностей которого она простирается на север и восток:42.
Почвы — на возвышенностях большею частию переходные суглинки, но встречаются и подзолистые, по низинам и речным долинам влажно-луговые, иловатые и болотистые:42.

## Состав волости
К 1922 году находилось деревень и сёл 41:42, 1 город.
По состоянию на 1905 год входили 43 населённых пункта
- Березовка
- Большая Брембола
- Борисоглебская Слобода
- Бутаково
- Веськово
- Воронцово
- Вырыпайка
- Городищи (ныне Городище)
- Грачковская Слобода
- Ивановское
- Княжево
- Конюцкое
- Коротково
- Красногор
- Красное
- Криушкино
- Купань
- Куряниново
- Лачинское
- Луговая = Луговая Слобода?
- Малая Брембола
- Маурино
- Милитино
- Нагорная Слободка
- Никитская Слобода
- Нил (Нила)
- Осанино
- Переславль-Залесский — волостной центр
- Перцево
- Погост
- Пономарёвка
- Рыбная Слобода
- Скулино
- Словеново
- Сокольская Слободка
- Сотьма
- Троицкая
- Троицкое (село, Переславский район)
- Фалелеево
- Федоровская Слободка
- Чашницы
- Ягренево
- Ямская Слобода

## Население
Населения по данным 1920 года: 5 116 мужчин, 6 695 женщин, итого 11 811 человек, плотность на 1 кв. версту
около 32 человек [28 на кв. км]. :42

## Инфраструктура
На 1922 год из промыслов добывающего характера имеет значение
рыболовство на Плещеевом озере, из других занятий господствуют связанные с городом извоз, работа на фабриках и прочее; из промышленных заведений можно отметить: овчинные,
красильные, валяльные и прочие
:42.